# Six de Birmingham

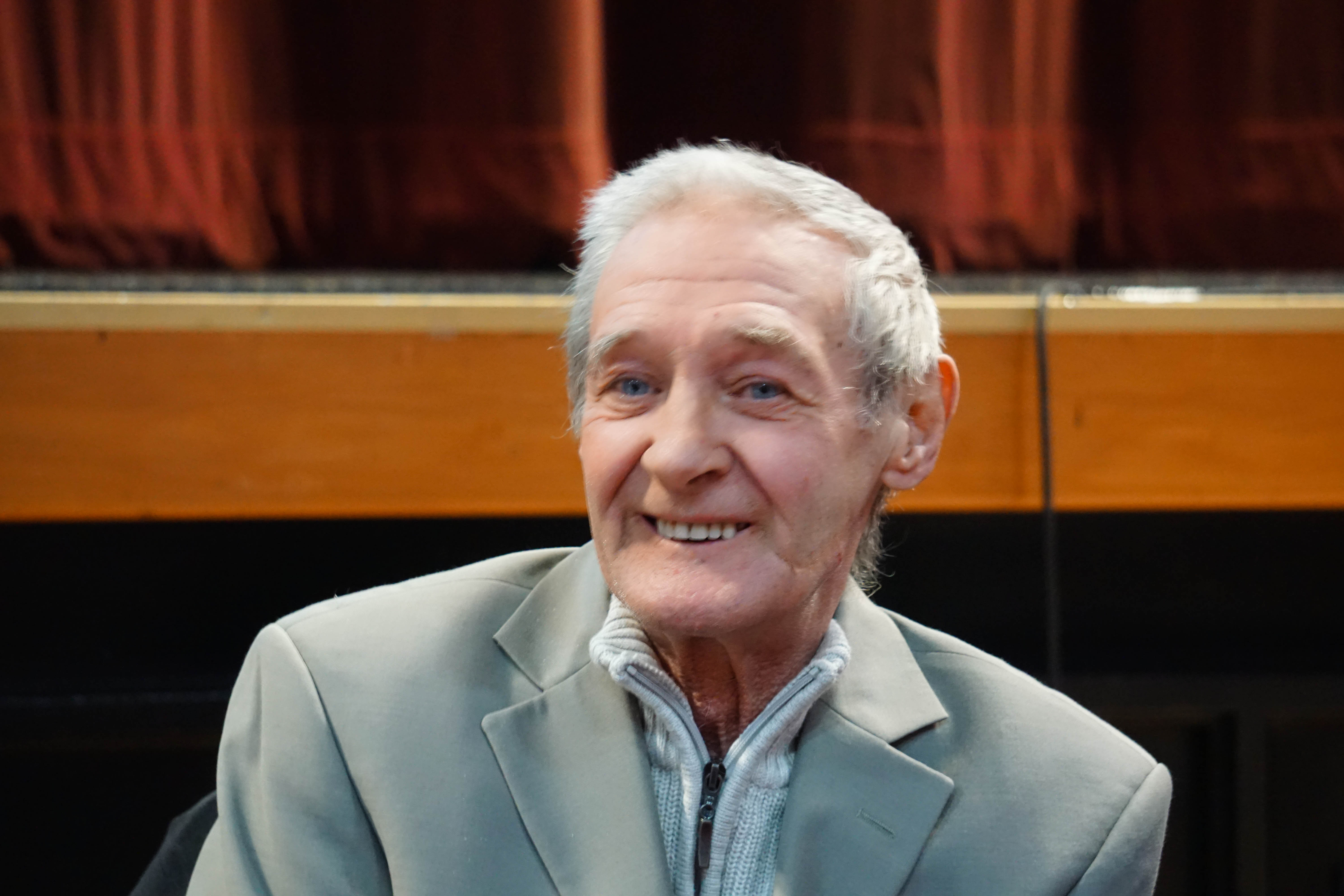
« Paddy » Hill en 2015.

Les Six de Birmingham (anglais : Birmingham Six) sont six hommes Nord-Irlandais (Hugh Callaghan, Patrick Joseph Hill, Gerard Hunter, Richard McIlkenny, William Power et John Walker) condamnés à perpétuité en 1975 en Angleterre pour les attentats des pubs de Birmingham.
Considérées comme des erreurs judiciaires, leurs condamnations sont annulées en appel le 14 mars 1991 et ils sont indemnisés.